# 圓號協奏曲 (莫扎特)
莫扎特的圓號協奏曲是現時圓號演奏家較常演奏的曲目，是為從小認識的圓號手萊迪基普而創作。現時保存有四首完整的協奏曲，另外亦有兩個未完成的協奏曲樂章（作品號K. 370b及K. 371）。樂曲用上大量技巧，包括唇震動發音，快速吐音和阻塞音等。以當時採用的自然圓號來講，都是相當艱難的演奏技巧。

## 現存樂曲
- D大調第1號圓號協奏曲，作品號K. 412，創作於1791年。
- E♭大調第2號圓號協奏曲，作品號K. 417，創作於1783年。
- E♭大調第3號圓號協奏曲，作品號K. 447，創作於1784-87年。
- E♭大調第4號圓號協奏曲，作品號K. 495，創作於1786年。
- E♭大調圓號協奏曲（第一樂章），作品號K. 370b，創作於1781年。未完成。現時有多個重新整理版本，包括Erik Smith、Robert D. Levin等。
- E♭大調迴旋曲，作品號K. 371，創作於1781年。1882年被發現，1909年首次出版鋼琴伴奏版本，1937年首次發行配器版本。莫扎特的手稿在結尾時標明此樂章共有 279 小節，但最初發現時卻只得 219 小節，1988年有音樂學者在一疊新發現的莫扎特手稿封套中找到了餘下的60小節手稿，最終令這個樂章得以完整地展示[1]。並在1991年由貝倫賴特出版社出版全新的配器版本，編輯為Marie Rolf[2]。
- E大調圓號協奏曲（第一樂章），作品號K. 494a，創作於1786年。未完成。同樣有數個重整改編版本，來自John Humphries與Roy Goodman、Dominic Nunns等人。

多年來，不少音樂學者都認為K. 370b與K. 371應屬同一首協奏曲。

### 參照
1. ↑  .   [2010-10-06]. （原始内容存档于2019-05-13）.
2. ↑  .   [2010-10-06]. （原始内容存档于2010-06-15）.

## 外部連結
- 《第1號圓號協奏曲，第一樂章》：谱子和报道（德语），《莫扎特全集》
- 《第1號圓號協奏曲，苏斯迈尔版本》：谱子和报道（德语），《莫扎特全集》
- 《第2號圓號協奏曲》：谱子和报道（德语），《莫扎特全集》
- 《第3號圓號協奏曲》：谱子和报道（德语），《莫扎特全集》
- 《第4號圓號協奏曲》：谱子和报道（德语），《莫扎特全集》
- 第1號圓號協奏曲：国际乐谱典藏计划上的乐谱
- 第2號圓號協奏曲：国际乐谱典藏计划上的乐谱
- 第3號圓號協奏曲：国际乐谱典藏计划上的乐谱
- 第4號圓號協奏曲：国际乐谱典藏计划上的乐谱
- E♭大調圓號協奏曲，第一樂章：国际乐谱典藏计划上的乐谱
- E♭大調迴旋曲：国际乐谱典藏计划上的乐谱
- E大調圓號協奏曲，第一樂章：国际乐谱典藏计划上的乐谱